# Bodeh (onderdistrict)
Bodeh is een onderdistrict (kecamatan) in het regentschap Pemalang in de Indonesische provincie Midden-Java op Java, Indonesië.

## Verdere onderverdeling
Het onderdistrict Bodeh is anno 2010 verdeeld in 19 kelurahan, plaatsen en dorpen:
| Plaats code | Naam kelurahan, plaatsen en dorpen | Inwoners in 2010 |
| ----------- | ---------------------------------- | ---------------- |
| 001         | Longkeyang                         | 3.212            |
| 002         | Jatingarang                        | 6.355            |
| 003         | Gunungbatu                         | 1.450            |
| 004         | Pasir                              | 2.381            |
| 005         | Kwasen                             | 607              |
| 006         | Jatiroyom                          | 2.744            |
| 007         | Parunggalih                        | 793              |
| 008         | Payung                             | 1.810            |
| 009         | Cangak                             | 2.849            |
| 010         | Kebandungan                        | 1.931            |
| 011         | Kesesirejo                         | 5.636            |
| 012         | Babakan                            | 2.300            |
| 013         | Karangbrai                         | 4.075            |
| 014         | Jraganan                           | 1.921            |
| 015         | Kebandaran                         | 1.576            |
| 016         | Bodeh                              | 1.297            |
| 017         | Muncang                            | 4.820            |
| 018         | Kelangdepok                        | 2.814            |
| 019         | Pendowo                            | 4.446            |